# 焦作市第一中学
焦作市第一中学，是一所位于河南省焦作市的省级重点高中，学生5000余人，教师330人，占地393,046平方米。是首批河南省示范性普通高中。其前身为创建于1945年的太行区公立第八中学，同年8月由山西陵川迁入焦作。

## 历史沿革
1945年：5月，太行行署第八专署将其干部培训班改为“太行区公立第八中学”。校址在山西陵川县芙蓉镇庄里村，第一任校长冯瑞儒，学校受太行行署领导。9月，焦作首次解放，学校迁至焦作市民主北路。
1948年：春季，学校迁到沁阳西尚，与沁阳中学合并，改名为“太行区公立第四联中”，10月，焦作第二次解放，学校迁回焦作原址。冬，太行第四联中改为“太行区焦作中学”。
1950年：1月，建平原省，学校校名由“太行区公立焦作中学”改为“平原省焦作中学”。
1952年：8月，接平原省教育厅命令开始办高中班。10月，撤平原省，焦作市划归河南省，学校改校名为“河南省焦作中学”。
1958年：6月，校名改为“焦作市第一高级中学”，停招初中班。
1959年：10月，根据河南省焦作市人民委员会（59）焦文字第3号文件《关于变更市各中学校名的通知》，我校校名由“焦作市第一高级中学”变更为“焦作市第一中学”。
1981年：被省教委确定为省重点中学。
1996年：被焦作市解放区评为“文明单位”，被省教委授予“为人师表，育人楷模”先进单位。8月，与德国玛琳坳学校建立友好关系。
2004年：9月，新校区投入使用并开始招生。
2005年：被省教育厅命名为省级示范性高中。

2015年：入选国家级文明单位。同年迎来建校70周年。9月29日下午，学校在运动场隆重举行建校70周年庆祝大会，共有来自海内外各届校友近4000人参加了此次盛会。

## 现状

### 办学规模

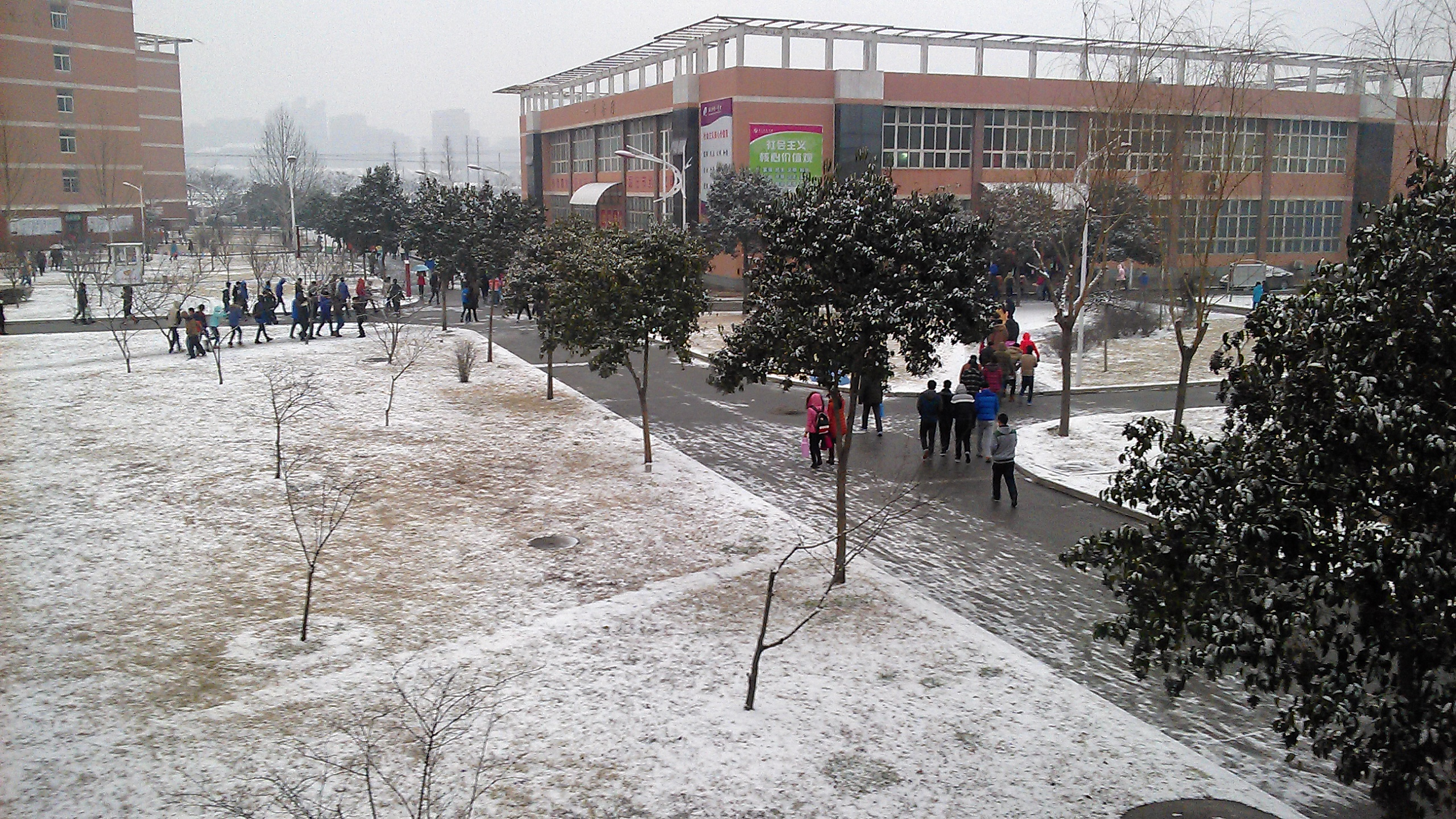
雪后的焦作一中，拍摄于2015年1月。

学校占地面积近30万平方米，建筑面积10.5万平方米。学校拥有标准化教室84个、实验室15个、微机室8个、多媒体教室13个。学校建有观赏性天文观测台一座，但暂未开放。建有体育馆、标准足球场、400米标准化环形塑胶跑道，篮、排、羽毛球场数十个，网球场两个，功能齐全的游泳场一个。校图书馆藏书10万余册，报刊400余种。两栋现代化餐厅可满足4000名师生同时就餐；有高标准的学生公寓六栋，公寓每间配有冷暖空调、淋浴间（一般两人共用一间）。每个教室均配有电脑、投影仪等教学设备。

### 师资力量
学校现拥有77个教学班，在校学生5000余人，教职工330人，其中：一线教师266人，全部拥有本科以上学历，拥有研究生学历（含研究生课程进修班）的90余人，特级教师1人，国家级骨干教师5人，省级学科带头人7人，省级骨干教师15人，省高中学科中心教研组成员2人，市级骨干教师29人，高级职称97人，中级职称93人。

## 争议事件
2010年《中国青年报》报道了焦作一中学生通过体育特长和无线电测向获得体育加分的违规行为，并被多家主流媒体转发，引起较大的社会反响。